# Мікунь (станція)
Мікунь — вузлова залізнична станція Сосногорського регіону Північної залізниці в Росії. Знаходиться в місті Мікунь, що в республіці Комі. За основним характером роботи є дільничною, за обсягом роботи віднесена до 1 класу. Входить в Сосногорський центр організації роботи станцій ДЦС-7 Північної дирекції управління рухом.
Станція названа за містом, де розташована. Неелектрифікована.
Станція розташована на ділянках обслуговування Мікуньської дистанції колії ПЧ-28, Мікуньської дистанції сигналізації, централізації і блокування ШЧ-14, Мікуньської дистанції енергопостачання ЕЧ-7.
Вокзал станції Мікунь входить до Північної регіональної дирекції залізничних вокзалів Дирекції залізничних вокзалів ВАТ «Російські залізниці».

## Історія
На підставі постанови Ради народних комісарів СРСР і ЦК ВКП(б) від 28 жовтня 1937 року № 1952—343, почалося будівництво залізничної магістралі через населені пункти Коноша — Вельск — Котлас — Княжпогост — Чиб'ю (нині Ухта) — Кожва — Воркута. Експедиція під керівництвом П. Н. Єщенка з Харківського відділення інституту «Союзтранспроект» у грудні 1936 року провела в районі майбутнього будівництва на ділянці Айкіно-Княжпогост дослідження, зазначивши, що в районі Шежамських боліт на вододілі між річками Чуб і Шежамка необхідно побудувати залізничну станцію. Попередню назву вона отримала «Водороздільна» (Водораздельная). Це і поклало основу майбутньої станції Мікунь.
Сама станція Мікунь (назва перенесено від назви села Мікунь Айкінської сільради, де перебувала дослідницька партія з проектування Північно-Печорської залізниці) зросла з станції Водороздільна, яка виникла 1937 року й де знаходилася так звана підкомандировка № 19 (табір ув'язнених). 1938 року, коли почалася реєстрація новостворених залізничних станцій Північно-Печорської магістралі, на місці станції було зареєстровано станцію Мікунь з трьома залізничними коліями.
1939 року відкрито рух від Айкіно до Ухти, через станцію Шежам, Мікунь. Станція Мікунь стала працювати як роздільний пункт. У цей період колійний розвиток станції становили 3 колії.
28 грудня 1941 року з Воркути через станцію Мікунь пройшов перший ешелон з вугіллям для блокадного Ленінграда, але через бої не дійшов до місця призначення, поїзд було відправлено до Москви.
У роки Німецько-радянської війни (1941—1945) станція Мікунь мала важливе стратегічне значення: через станцію Мікунь проходили ешелони з вугіллям, нафтою, одягом для бійців.
Селище швидко стало розвиватися, починаючи з 1942 року Мікунь стає дільничною станцією. Створення дільничних станцій було пов'язано, насамперед, з умовами роботи паровозів. Існувало раніше таке поняття, як «паровозна тяга» (відстань між станціями, на яку вистачало води та палива для паровозів, це відстань в 130—150 км), під які і будувалися спеціальні дільничні станції, де паровози могли заправитися водою й паливом. Такою станцією стала Мікунь, де були запаси води. Сюди поступово переходять усі залізничні організації зі станції Княжпогост.
1942 року відбулася передислокація в Мікунь колійної частини-9, в тому ж році відкрилося агентство зв'язку на станції Мікунь. У серпні 1945 року залізничне училище № 1 зі станції Княжпогост переведено на станцію Мікунь. 1945 року здано в експлуатацію будівлю залізничного вокзалу.

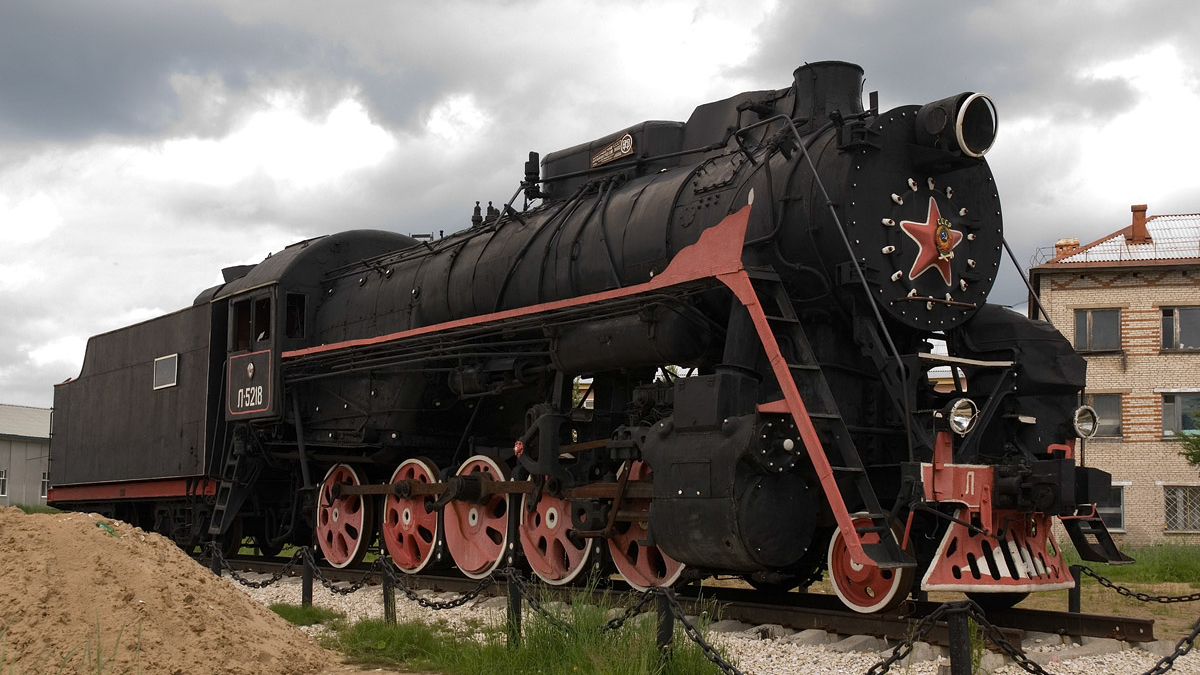
Паровоз-пам'ятник «Лебедянка» Л-5218

1 вересня 1947 року зі станції Княжпогост переведено на станцію Мікунь локомотивне депо, восени цього ж року з Княжпогоста переведена і дистанція сигналізації і зв'язку, а 1948 року переведений пункт технічного обслуговування вагонів.
Оформлення станції Мікунь завершилось 1948 року, коли в Мікуні відкривається 4-е відділення Північно-Печорської залізниці (ліквідовано у 1959 році у зв'язку з об'єднанням Північної і Північно-Печорської залізниць).
1957: розпочато будівництво залізничної гілки Кослан — Мікунь. Станція Мікунь перетворювалася в найбільшу вузлову станцію Республіки Комі.

Січень 1958 року: почалося будівництво залізниці Мікунь — Сиктивкар, а 22 січня 1961 року в Сиктивкар прибуває перший пасажирський поїзд зі станції Мікунь.

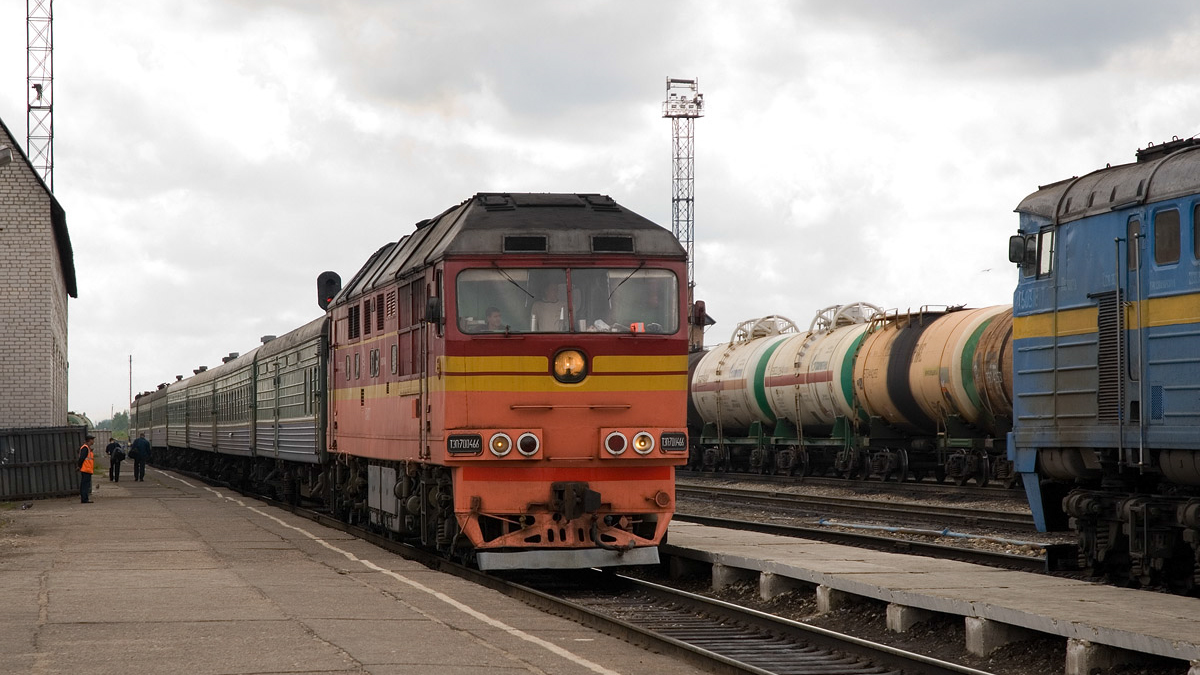
Тепловоз ТЕП70-0466 з потягом Москва — Сиктивкар прибуває на станцію

Паровоз-пам'ятник «Лебедянка» Л-5218 встановлено на привокзальній площі Мікуня. Локомотив випустили 1955 року, а за 10 років, коли в Мікуні всі паровози замінили тепловозами, цей паровоз, що працює на мазуті, поставили в депо. У серпні 2006 року до Дня залізничника локомотив встановили на постамент. Ідея встановлення пам'ятника належала колишньому кочегару і машиністові.

## Приміське сполучення
Станція є кінцевою для приміських поїздів Мікунь — Мадмас (1 пара поїздів на добу).

## Далеке сполучення
За станом на червень 2017 року через станцію курсували такі поїзди далекого сполучення:
| Розклад руху поїздів | Розклад руху поїздів      | Розклад руху поїздів | Розклад руху поїздів      |
| № поїзда             | Маршрут руху              | № поїзда             | Маршрут руху              |
| -------------------- | ------------------------- | -------------------- | ------------------------- |
| 21 «Полярна стріла»  | Лабитнанги — Москва       | 22 «Полярна стріла»  | Москва — Лабитнанги       |
| 34/33                | Москва — Сиктивкар        | 34/33                | Сиктивкар — Москва        |
| 41 «Воркута»         | Воркута — Москва          | 42 «Воркута»         | Москва — Воркута          |
| 77                   | Воркута — Санкт-Петербург | 78                   | Санкт-Петербург — Воркута |
| 89                   | Воркута — Нижній Новгород | 90                   | Нижній Новгород — Воркута |
| 97                   | Мікунь — Санкт-Петербург  | 98                   | Санкт-Петербург — Мікунь  |
| 303                  | Усинськ — Сиктивкар       | 304                  | Сиктивкар — Усинськ       |
| 305                  | Усинськ — Сиктивкар       | 306                  | Сиктивкар — Усинськ       |
| 309                  | Воркута — Адлер           | 310                  | Адлер — Воркута           |
| 311                  | Воркута — Новоросійськ    | 312                  | Новоросійськ — Воркута    |
| 375                  | Воркута — Москва          | 376                  | Москва — Воркута          |
| 677                  | Кослан — Сиктивкар        | 678                  | Сиктивкар — Кослан        |

| Сезонний рух поїздів | Сезонний рух поїздів      | Сезонний рух поїздів | Сезонний рух поїздів      |
| № поїзду             | Маршрут руху              | № поїзду             | Маршрут руху              |
| -------------------- | ------------------------- | -------------------- | ------------------------- |
| 209                  | Лабитнанги — Москва       | 210                  | Москва — Лабитнанги       |
| 223                  | Сосногорск — Москва       | 224                  | Москва — Сосногорск       |
| 227                  | Мікунь — Сиктивкар        | 228                  | Сиктивкар — Мікунь        |
| 267                  | Сосногорск — Новоросійськ | 268                  | Новоросійськ — Сосногорск |
| 287                  | Воркута — Белгород        | 288                  | Белгород — Воркута        |
| 557                  | Печора — Адлер            | 558                  | Адлер — Печора            |

### Фірмові поїзди
| Попередня станція    | Фірмові поїзди | Наступна станція            |
| -------------------- | -------------- | --------------------------- |
| Низовка у бік Москви | Воркута        | Княжпогост у бік Воркути    |
| Низовка у бік Москви | Полярна стріла | Княжпогост у бік Лабитнанги |

## Інфраструктура
Залізничні колії йдуть від станції в чотирьох напрямках: від північної горловини станції на північний схід (на Сосногорськ), на північний захід (на Кослан), на південно-схід (Сиктивкар) та від південної горловини станції на південно-захід (на Котлас). Колійний розвиток станції налічує понад 19 шляхів, за винятком шляхів, що належать до депо. Від станції відходить кілька під'їзних шляхів: до Хлібозаводу ОРС, до МУП «житлово-комунальне господарство», до Усть-Вымскому Жилкомхозу і до ЛП УМГООО «Севергазпром». У східній частині станції знаходиться вагонне депо Мікунь ВЧД-14. Також на станції базуються пожежний та відновлювальний поїзда.
Будівля залізничного вокзалу і дві низькі пасажирські платформи, сполучені настилом через колії, що знаходяться в східній частині станції, у приміщенні вокзалу є білетна каса і зал очікування. Вокзал має вихід на Привокзальну площу, Дзержинського і Радянську вулиці. В станції знаходиться надземний пішохідний міст над залізничними коліями, який з'єднує західну і східну частини міста і має вихід в західній частині — на Печорскую і Новосельскую вулиці, в східній частині — на вулицю Дзержинського.
|                              |                               |                          |                  |                                   |
| Будівля залізничного вокзалу | Вигляд в сторону Сосногорська | Вигляд в сторону Котласа | Поїзд на станції | Вид вокзалу з привокзальної площі |

## Прилеглі до станції перегони

### Непарний напрямок
- «Мікунь — Вездіно», 21,8 км, двоколійний неелектрифікований. По I головному шляху — одностороннє тризначне автоматичне блокування для руху непарних поїздів; по II головній колії — одностороннє тризначне автоматичне блокування без прохідних світлофорів для руху непарних поїздів. Перегін обладнано пристроями для руху поїздів по неправильній колії за сигналами АЛС.

### Парне напрямок
- «Мікунь — Чуб», 11,9 км, двоколійний неелектрифікований. По II головному шляху — одностороннє тризначне автоматичне блокування для руху непарних поїздів; по I головному шляху — односторонне тризначне автоматичне блокування без прохідних світлофорів для руху непарних поїздів. Перегін обладнаний пристроями для руху поїздів по неправильній колії за сигналами АЛС.
- «Мікунь — Мікунь II», 2,2 км, одноколійний неэлектрифицированный. Двостороннє напівавтоматичне блокування для руху непарних і парних поїздів.
- «Мікунь — Роз'їзд 14 км», 13,3 км, одноколійний неэлектрифицированный. Двостороннє напівавтоматичне блокування для руху непарних і парних поїздів.

## Адреса вокзалу
- 169060, Россия, Республика Коми, Микунь, ул. Дзержинского, 36